# Mpox
L'Mpox (/ˈɛmpɒks/) o MPX, noto fino al 2022 come "vaiolo delle scimmie" o "monkeypox", è una rara malattia infettiva virale presente per lo più in località remote di paesi tropicali dell'Africa centrale e occidentale, che può manifestarsi con una sintomatologia simile a quella del vaiolo.
L'agente eziologico è l'Orthopoxvirus monkeypox, un virus del genere Orthopoxvirus, famiglia Poxviridae, simile al Variola (il virus del vaiolo) e al Vaccinia (il virus utilizzato nel vaccino del vaiolo).

## Storia ed epidemiologia
Clade endemico dell'Africa occidentale
     Clade endemico del bacino del Congo
     Entrambi i clade registrati
     Epidemia del clade dell'Africa occidentale del 2022

Mappa della diffusione del virus del Mpox a livello planetario.
Clade endemico dell'Africa occidentale
Clade endemico del bacino del Congo
Entrambi i clade registrati
Epidemia del clade dell'Africa occidentale del 2022

La malattia è una zoonosi che si osservava inizialmente solo sporadicamente in remoti villaggi africani soprattutto del Congo e in minor misura del Sudan. I dati epidemiologici sui casi di vaiolo delle scimmie registrati nella Repubblica Democratica del Congo mostrano un notevole incremento col tempo dei casi di malattia negli esseri umani. Si ritiene che la patologia si stia diffondendo fra le persone non più immunizzate dalla vaccinazione contro il vaiolo umano.
Nel 2003 sono stati diagnosticati alcuni casi di vaiolo delle scimmie negli Stati Uniti d'America, in soggetti che erano stati in stretto contatto con cani delle praterie ammalati.
Altre epidemie sporadiche si sono registrate in Repubblica Centrafricana nel 2016.
Nel maggio 2019 è stato rilevato un caso di vaiolo delle scimmie a Singapore.

### L'epidemia del 2022-2023
Il 6 maggio 2022 nel Regno Unito è stato confermato il primo caso di vaiolo delle scimmie in un uomo proveniente da un viaggio in Nigeria, che aveva cominciato a svilupparne i sintomi già dal 29 aprile, mentre si trovava ancora nel paese africano.
A partire da metà maggio, iniziano a essere identificati via via sempre più casi nel Regno Unito e in altre nazioni.
Vengono confermati i primi casi anche in Italia tra il 15 maggio e il 25 maggio 2022, con quattro casi accertati nel Lazio (a Roma, Istituto Spallanzani), uno in Toscana (ospedale San Donato di Arezzo) e uno in Lombardia. Studiati e accertati dall'Istituto nazionale per le malattie infettive Lazzaro Spallanzani di Roma e dall'Ospedale Luigi Sacco di Milano.
Secondo l'OMS e l'ECDC sono 219 i casi confermati in Paesi in cui questa malattia non è endemica, distribuiti in 19 Stati ubicati in tre regioni del globo, la maggior parte dei quali in Europa.
A fine maggio, il gruppo britannico Human Animal Infections and Risk Surveillance (HAIRS) ha avvertito che il virus potrebbe raggiungere la fauna selvatica e quindi diventare endemico.
Il 22 luglio 2022, quando l'infezione aveva già colpito quasi 17 000 individui in 74 paesi, il direttore dell'Organizzazione Mondiale della Sanità Tedros Ghebreyesus ha definito il vaiolo delle scimmie una emergenza sanitaria globale, portando l'allerta verso questa infezione al livello massimo: nonostante il comitato scientifico preposto non avesse trovato un consenso in merito a tale dichiarazione, Ghebreyesus avrebbe preso tale decisione allo scopo di sensibilizzare la comunità internazionale e a spingerla a prendere adeguati provvedimenti.

La raccolta dati ha evidenziato come l'infezione sia associata principalmente a casi di uomini che hanno rapporti sessuali con altri uomini.
L'11 maggio 2023, l'Organizzazione mondiale della sanità dichiara ufficialmente la fine dell'emergenza sanitaria globale.

### L'epidemia del 2024
Il 15 agosto 2024 l'OMS dichiara una seconda emergenza sanitaria globale, a seguito dei casi registrati nel Congo e in una dozzina di Paesi africani. Il giorno dopo viene registrato anche il primo caso europeo, in Svezia. Il 19 agosto viene registrato il primo caso in Pakistan.

## Eziopatogenesi
La malattia fu chiamata "vaiolo delle scimmie" perché fu osservata per la prima volta nel 1958 nelle scimmie di laboratorio Macaca fascicularis.
Nel suo stato naturale in realtà il virus colpisce i roditori (soprattutto scoiattoli, ratti e topi), e può essere trasmesso ai primati (e quindi anche agli esseri umani) dagli animali infetti attraverso uno stretto contatto (sangue o morsi).
È possibile la trasmissione interumana del virus: lo si sospettava in base a una epidemia scoppiata nel 1997 nella provincia del Kasai Orientale (Repubblica Democratica del Congo) ed è poi stato confermato da uno studio epidemiologico ad hoc.

## Anatomia patologica
Al microscopio ottico si osservano degenerazione ballonizzante dei cheratinociti e presenza intracellulare di corpi eosinofili. Si dimostra il DNA virale per mezzo della PCR in un campione clinico.

## Clinica

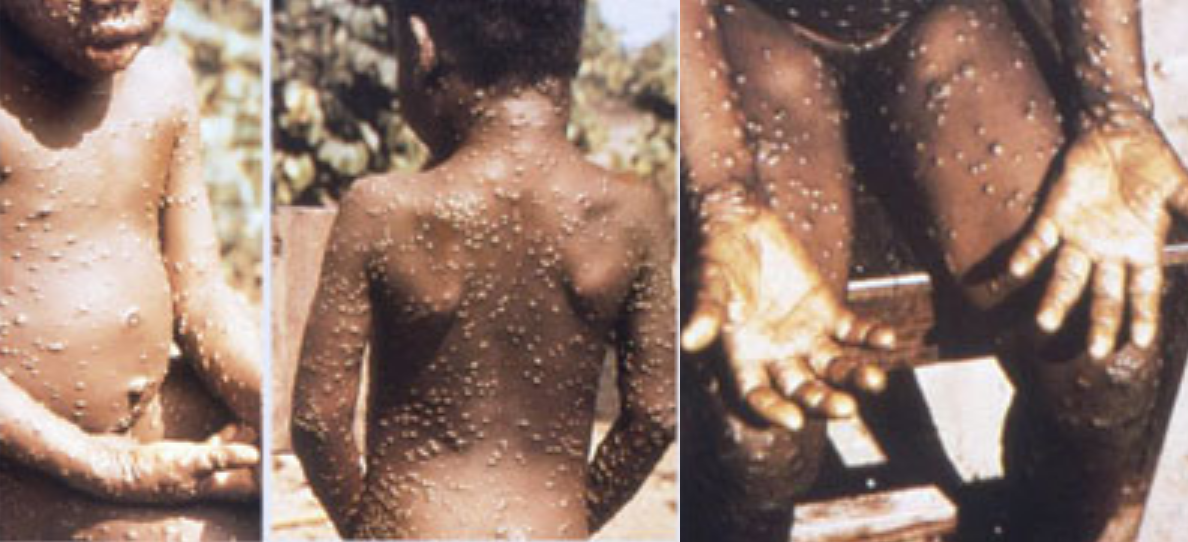
Manifestazioni eruttive del Mpox in una bambina africana di 7 anni, nella Repubblica Democratica del Congo

Presenta segni e sintomi simili a quelli del vaiolo. Insorge circa 12 giorni dopo l'esposizione con malessere generale (febbre, cefalea, dolori muscolari) e linfoadenopatia, e in genere dura da due a quattro settimane.
Compare, dopo 1-3 giorni dalla febbre iniziale, una eruzione cutanea (vescicola che evolve in genere in papulo-pustola, poi forma una crosta e cade) generalmente prima sul volto.

## Trattamento
Fino a tempi recenti non esisteva un trattamento specifico.
Da fine gennaio 2022, l'EMA ha autorizzato all'interno dell'Unione europea l'impiego del tecovirimat, utilizzabile anche in altre infezioni da virus della famiglia Poxviridae.

## Prognosi
La mortalità in Africa è di circa il 10% (quella del Variola maior, la forma grave del vaiolo, è tre volte più alta).

## Prevenzione
Disinfettanti efficaci contro gli Orthopoxvirus, a cui appartiene il virus Mpox, sono l'ipoclorito di sodio (allo 0,5%), il cloroxilenolo, la formaldeide e la paraformaldeide.